# Główny Zarząd Informacji

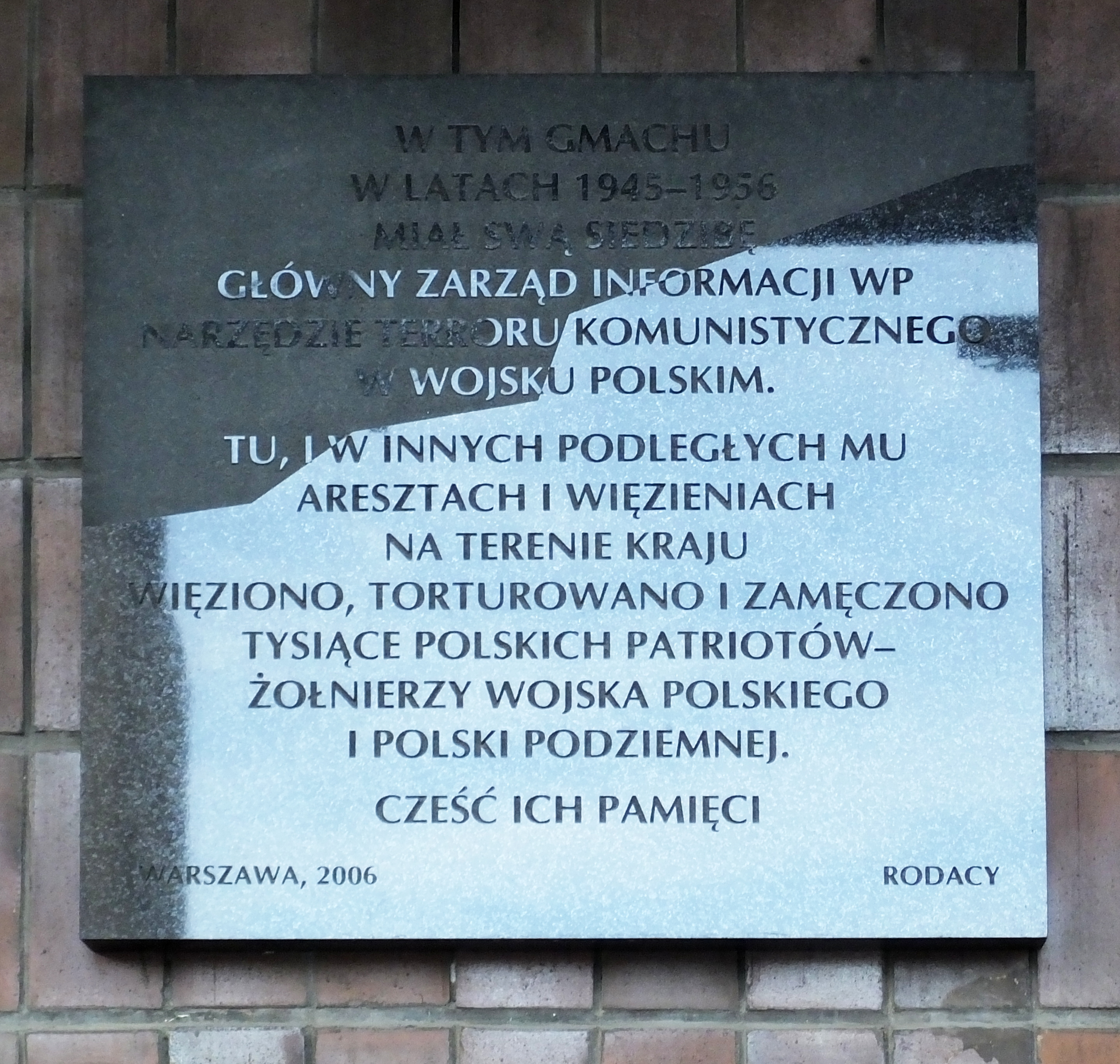
Tablica upamiętniająca ofiary GZI na budynku dawnej siedziby przy ul. Chałubińskiego 3b

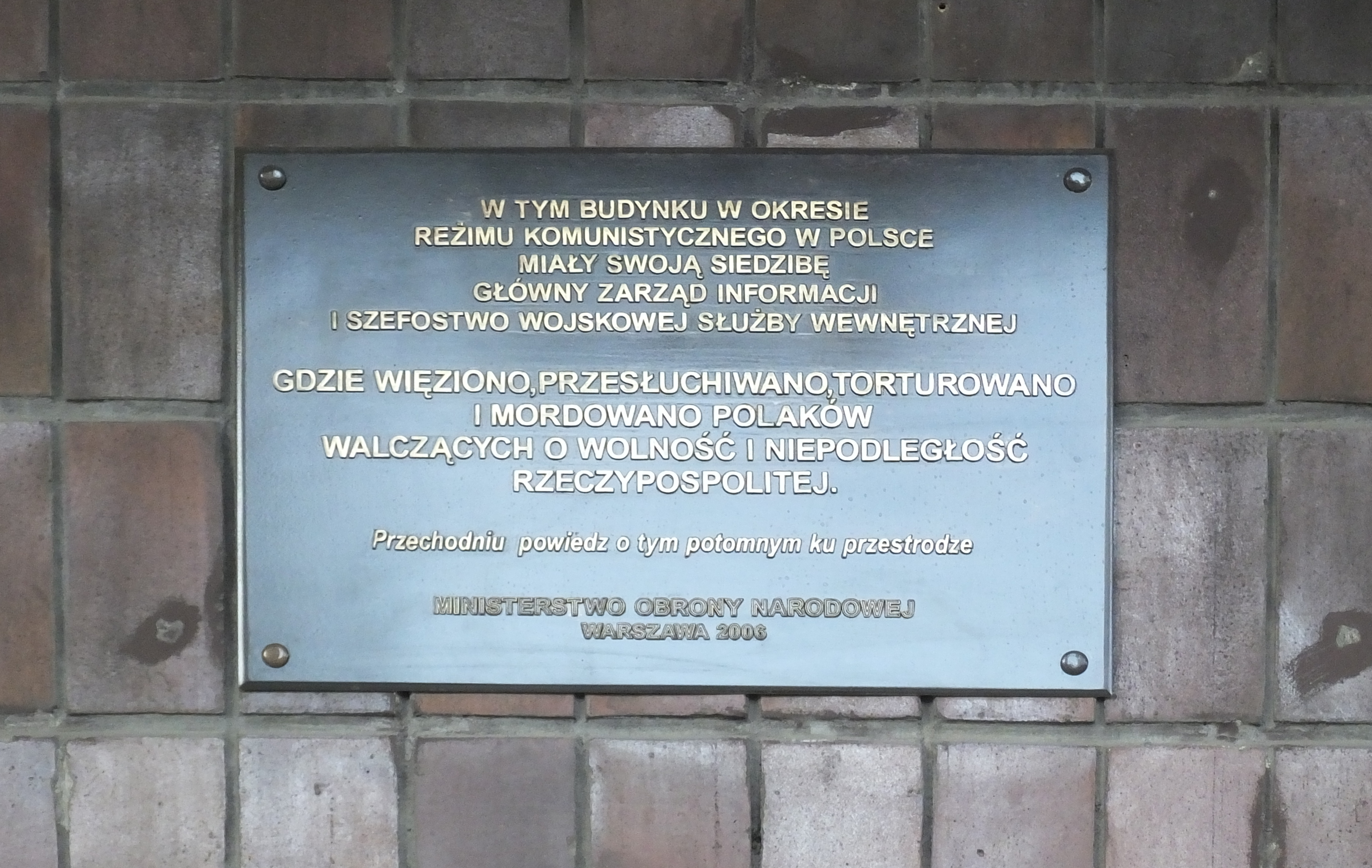
Tablica upamiętniająca ofiary GZI i WSW na budynku dawnej siedziby przy ul. Chałubińskiego 3b

Główny Zarząd Informacji Wojska Polskiego, Ministerstwa Obrony Narodowej, Komitetu do spraw Bezpieczeństwa Publicznego, tzw. Informacja Wojskowa – organ kontrwywiadu wojskowego działający w RP/PRL w latach 1944–1957, odpowiedzialny obok Ministerstwa Bezpieczeństwa Publicznego za masowe represje wśród żołnierzy Wojska Polskiego, Armii Krajowej (AK), Wolności i Niezawisłości (WiN), Narodowych Sił Zbrojnych (NSZ) oraz ludności cywilnej. Następnie (1957) przekształcony w Wojskową Służbę Wewnętrzną Ministerstwa Obrony Narodowej.
W latach 1943–1945 w organach informacji Wojska Polskiego służyło 750 oficerów kontrwywiadu wojskowego Smiersz (działającego również w Armii Czerwonej), do sierpnia 1944 stanowili 100% oficerów informacji w Wojsku Polskim. W 1944 roku oficerami informacji zostało pierwszych 17 obywateli Polski.
W myśl ustawy z 18 grudnia 1998 roku o Instytucie Pamięci Narodowej – Komisji Ścigania Zbrodni przeciwko Narodowi Polskiemu (art. 5 ust. 1 pkt 8) GZI WP uznawany jest za organ bezpieczeństwa państwa.

## Utworzenie i proces przekształceniowy Informacji Wojskowej
Informacja ludowego Wojska Polskiego powołane zostały na terenie ZSRR rozkazem organizacyjnym dowódcy 1 Polskiej Dywizji Piechoty im. Tadeusza Kościuszki z dnia 14 maja 1943 r. jako Oddział Informacji 1 Dywizji Piechoty. Podporządkowana była nominalnie generałowi Berlingowi. Organy Informacji WP podlegały następnie przekształceniom organizacyjnym i nazewniczym, co związane było z ówczesną rozbudową Armii Polskiej w ZSRR:
- Oddział Informacji 1 Dywizji Piechoty (14 maja 1943 r.)
- Wydział Informacji 1 Korpusu (od 19 sierpnia 1943 r.)
- Wydział Informacji 1 Armii WP (od 29 lipca 1944 r.)
- Wydział Informacji 2 Armii WP (od sierpnia 1944 r.)

Powstanie organów Informacji WP nie wiązało się z podstawami ustawowymi. Jej struktury i zakres kompetencji były regulowane dyrektywami Naczelnego Dowódcy Wojska Polskiego i nie wchodziły w skład struktur sztabowych ludowego WP. Zatwierdzona przez naczelnego dowódcę Wojska Polskiego generała broni Michała Żymierskiego z 30 września 1944 „Ustawa” o Zarządzie Informacji Naczelnego Dowództwa Wojska Polskiego i jego organach stwierdzała:

Rozdział I
1. Zarząd Informacji wchodzi w skład zbrojnych sił Polski. Szef Zarządu Informacji podlega bezpośrednio naczelnemu dowódcy Wojska Polskiego i wykonuje tylko jego rozkazy.
2. Organy Informacji są centralizowaną (sic!) organizacją we frontach, okręgach; organy Informacji (Zarządy Informacji franta (sic!) i wydziały Informacji armii, korpusów, dywizji, brygad, okręgów wojskowych, innych jednostek i urzędów Wojska Polskiego) podlegają tylko swoim wyżej stojącym organom.
3. Organy Informacji informują dowództwo odpowiednich jednostek, formacyj (sic!) i urzędów Wojska Polskiego o rezultatach walki z agenturą przeciwnika, o przedostawaniu się w jednostki polskiej armii przestępczych elementów i rezultatach walki ze zdradą stanu.

Nadzorujący polskie formacje wojskowe w ZSRR z ramienia NKWD/NKGB gen. por. Gieorgij Siergiejewicz Żukow stwierdził, że robotę kontrwywiadowczą w polskiej armii prowadzi „Smiersz”, którego organy istnieją w Wojsku Polskim pod przykryciem „oddziału informacji Wojska Polskiego”. Skład wydziałów informacji Wojska Polskiego jest kompletowany ze składu osobowego Zarządu „SMIERSZ” Ludowego Komisariatu Obrony ZSRR, który kieruje jego działalnością. Żołnierze wydziału informacji noszą polskie mundury.
We wrześniu 1944 powołano Zarząd Informacji Naczelnego Dowództwa WP. 30 listopada 1944 r. Rozkazem nr 95 Naczelnego Dowódcy Wojska Polskiego na bazie Zarządu Informacji NDWP utworzono Główny Zarząd Informacji Wojska Polskiego (początkowo funkcjonował pod nazwą: Kierownictwo Informacji Sztabu Głównego WP). Od 30 listopada 1950 r. nazwa uległa zmianie na Główny Zarząd Informacji Ministerstwa Obrony Narodowej. Wraz z podporządkowaniem organów Informacji MON i Wojsk Wewnętrznych Komitetu do spraw Bezpieczeństwa Publicznego (na mocy Uchwały Rady Ministrów nr 683 z 3 września 1955 r.) nazwa uległa kolejnej transformacji na: Główny Zarząd Informacji Komitetu ds. Bezpieczeństwa Publicznego. Wraz ze zniesieniem KdsBP (na mocy Zarządzenia nr 347 Prezesa Rady Ministrów z 28 listopada 1956 r.) organy Informacji Wojskowej zostały wcielone do MON, a organ Informacji Wojsk Wewnętrznych (tj. Wojska Ochrony Pogranicza i Korpus Bezpieczeństwa Wewnętrznego) do MSW.
Na mocy Zarządzenia nr 01 Ministra Obrony Narodowej z dnia 10 stycznia 1957 r. O powołaniu WSW (Wojskowej Służby Wewnętrznej) organy Informacji Wojskowej zostały zniesione.

## Zadania Informacji Wojskowej
Do głównych zadań GZI należały m.in.:
1. walka ze szpiegostwem, dywersją terrorystyczną i inną destrukcyjną działalnością zagranicznych wywiadów w jednostkach i urzędach Wojska Polskiego,
2. walka z członkami antypaństwowych partii, którzy przedostają się do jednostek i urzędów Wojska Polskiego, by prowadzić destrukcyjną działalność przeciw Polskiemu Komitetowi Wyzwolenia Narodowego,
3. organizacja niezbędnych agenturalno-operacyjnych i innych przedsięwzięć, w celu stworzenia na froncie warunków wykluczających możliwość bezkarnego przejścia agentury przeciwnika przez linię frontu, stworzenia linii frontu nie do przebycia dla szpiegowskich i innych przestępczych elementów,
4. walka ze zdradą stanu w jednostkach i urzędach Wojska Polskiego (przejście na stronę wroga, ukrywanie szpiegów i okazywanie pomocy w pracy przestępczego elementu).

## Kierownictwo i szefowie Informacji
Nowo powstałe ogniwo kontrwywiadu wojskowego nie wchodziło w skład struktur sztabowych. Było samodzielne pod względem strukturalnym i zadaniowym. Zgodnie ze statutem GZI podlegał Naczelnemu Dowódcy Wojska Polskiego, czyli gen. Michałowi Rola-Żymierskiemu w okresie 1944–1945. Była to podległość formalna, ograniczająca się najczęściej do informacji o planowanych przedsięwzięciach i sprawozdań z ich wykonania. Pod względem konkretnych instrukcji zadaniowych GZI podlegał generałowi pułkownikowi Iwanowi Sierowowi, ówczesnemu zastępcy Ludowego Komisarza Bezpieczeństwa Państwowego ZSRR (NKGB), i innym wysokim funkcjonariuszom NKGB i Smiersz, m.in. komisarzowi b.p. 3 rangi G. Żukowowi.
W późniejszych latach Główny Zarząd Informacji formalnie podlegał I Wiceministrowi Obrony Narodowej, gen. dyw. Marianowi Spychalskiemu w okresie 1945–1949, gen. bryg. Edwardowi Ochabowi od 11 marca 1949 do 24 stycznia 1950 roku, a następnie Ministrowi Obrony Narodowej marszałkowi Polski i marszałkowi ZR Konstantemu Rokossowskiemu do października 1956 roku.

### Nadzorujący GZI
1. Naczelny Dowódca WP gen. Michał Rola-Żymierski – 1944 – 1945
2. I Wiceminister gen. dyw. Marian Spychalski – 30 X 1945 – 11 III 1949
3. I Wiceminister gen. bryg. Edward Ochab – 11 III 1949 – 24 I 1950
4. Minister ON Marsz. Polski Konstanty Rokossowski – 24 I 1950 – X 1956

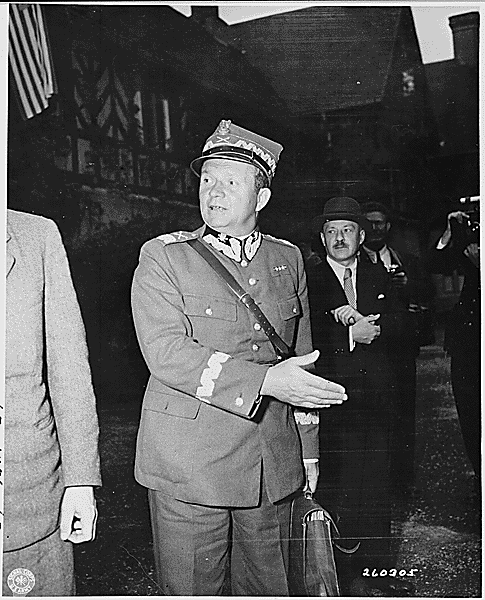
Michał Rola-Żymierski w mundurze marszałka Polski
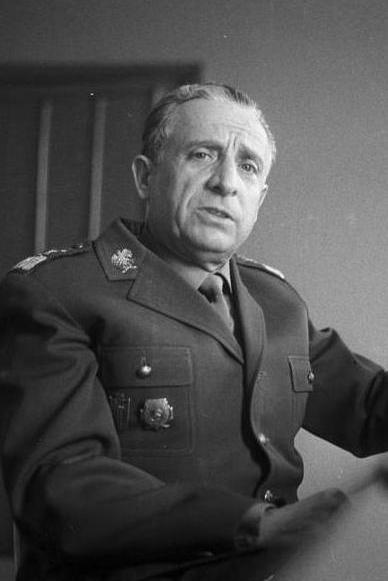
Marian Spychalski
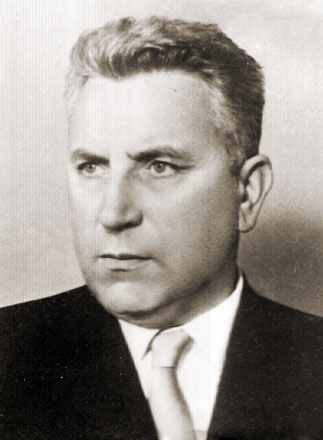
Edward Ochab
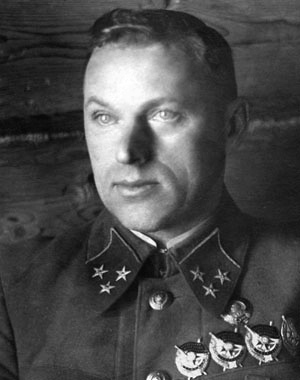
Konstanty Rokossowski jako generał porucznik Armii Czerwonej

Podczas szybkiej rozbudowy ludowego Wojska Polskiego potrzebne były także organy kontrwywiadu wojskowego. Przy dywizjach, korpusach następnie armiach działały organy informacji, kierowane głównie przez oficerów radzieckich. Świadczy o tym choćby fakt, że zdecydowana większość ówczesnych dokumentów pisana była w języku rosyjskim.
Szefem Oddziału Informacji 1 Dywizji Piechoty był major Piotr Kożuszko, Wydziału Informacji 1 Armii Wojska Polskiego Dmitrij Wozniesienski, a szefami Wydziału Informacji 2 Armii Wojska Polskiego byli kolejno radzieccy oficerowie pułkownicy Gurko i Zajcew. Podczas operacyjnego podporządkowania dowództwom radzieckich frontów podlegali bezpośrednio szefom Zarządu Kontrwywiadu Wojskowego SMIERSZ, 1 i 2 Frontu Białoruskiego. Szefem tego pierwszego był gen. por. Wadis. Głównie współpracowali z dowódcami wojsk NKWD Ochrony Tyłów 1 i 2 Frontu Białoruskiego, gen. mjr. Rohatinem i gen. mjr. Sierebiakowem.
Utworzony Zarząd Informacji NDWP przekształcono w Kierownictwo Informacji WP, a 11 marca 1945 roku w Główny Zarząd Informacji Wojska Polskiego. Jego pierwszym szefem został wówczas płk Piotr Kożuszko, który już wcześniej kierował Zarządem, następnie Kierownictwem Informacji WP. W grudniu 1945 roku zastąpił go pułkownik Jan Rutkowski, urodzony w 1900 roku, wieloletni działacz Francuskiej Partii Komunistycznej i „dąbrowszczak”. Uczestnik wojny domowej w Hiszpanii, po powrocie do kraju zastąpił Kożuszkę na stanowisku szefa GZI WP, na stanowisku szefa GZI stał do 25 kwietnia 1947 roku, kiedy to został zastąpiony przez urodzonego w 1917 roku pułkownika Stefana Kuhla, wcześniejszego zastępcę szefa Departamentu Kadr Ministerstwa Obrony Narodowej. Podczas jego kadencji Informacja wojskowa wykazywała się szczególnym okrucieństwem, sam Kuhl, nie mając pojęcia o pracy operacyjnej kontrwywiadu wojskowego, bardzo często w najważniejszych sprawach korzystał z rad swoich dwóch zastępców, płk. Anatola Fejgina i płk. Dmitrija Wozniesienskiego. Fejgin wkrótce został przeniesiony do Ministerstwa Bezpieczeństwa Publicznego na stanowisko kierownika Departamentu X, mającego złą sławę. Po zwolnieniu Kuhla z wojska w 1950 roku Wozniesienski zastąpił go na stanowisku Szefa GZI MON.

Antoni Skulbaszewski, zastępca szefa GZI WP

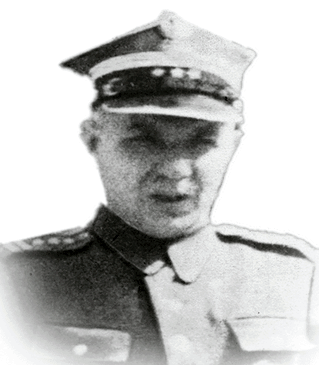
Dmitrij Wozniesienski, szef GZI WP

Czesław Kiszczak, szef wywiadu i kontrwywiadu wojskowego w latach 60. i 70. XX w., zaczynał od pracy w GZI

Płk Dmitrij Wozniesienski służył w szeregach radzieckich służb specjalnych od lat dwudziestych, najpierw w OGPU, a następnie w NKGB.
W czasie kierowania GZI MON, wraz ze swoim zastępcą, płk. Antonim Skulbaszewskim, ujawniał przedwojennych oficerów tzw. „dwójki”, żołnierzy Armii Krajowej itd. Posługiwał się bestialskimi metodami, zezwalał na to również podwładnym.
Kolejnym szefem GZI został płk Karol Bąkowski, po przejęciu przez niego kontroli GZI zaczął tracić swój dawny wizerunek instytucji represyjnej. Główny Zarząd Informacji podporządkowano Komitetowi ds. Bezpieczeństwa Publicznego, powołano specjalną komisję, która zaczęła badać działalność organów informacji od czasu ich powołania. Zostali zatrzymani główni oficerowie śledczy Informacji oraz byli jej szefowie i ich zastępcy, których wielu odwołano do Związku Radzieckiego, np. pułkowników Wozniesienskiego i Skulbaszewskiego.
Następnym i ostatnim szefem GZI, która ponownie została podporządkowana MON, był płk Aleksander Kokoszyn. Absolwent kursów NKWD w Smoleńsku, działacz komunistycznej konspiracji podczas okupacji, za co zapłacił pobytem w obozie koncentracyjnym. Po wojnie żołnierz GZI WP i szef jednego z wydziałów, a od 8 grudnia 1956 do 10 stycznia 1957 roku Szef GZI MON, aż do rozwiązania.

### Szefowie Informacji
W okresie funkcjonowania Zarządu Informacji Naczelnego Dowództwa WP, Kierownictwa Informacji WP oraz Głównego Zarządu Informacji (Wojska Polskiego / MON / Komitetu do spraw Bezpieczeństwa Publicznego), stanowiska szefów tych instytucji pełnili kolejno:
- płk Piotr Kożuszko – od lipca 1944 do 15 grudnia 1945 roku
- płk Jan Rutkowski – od 15 grudnia 1945 do 25 kwietnia 1947 roku
- płk Stefan Kuhl – od 25 kwietnia 1947 do 6 czerwca 1950 roku
- płk Dmitrij Wozniesienski (p.o.) – od 6 czerwca 1950 do 1 kwietnia 1951 roku
- płk Dmitrij Wozniesienski – 1 kwietnia 1951 do 21 grudnia 1953 roku
- płk Karol Bąkowski – od 21 grudnia 1953 do 8 grudnia 1956 roku
- płk Aleksander Kokoszyn – od 8 grudnia 1956 do 10 stycznia 1957 roku

### Oficerowie informacji
- Stefan Kuhl płk szef GZI
- Antoni Skulbaszewski ppłk – m.in.: zastępca szefa GZI
- Mateusz Frydman ppłk – m.in. szef Wydziału Specjalnego GZI
- Mieczysław Notkowski ppłk – m.in. zastępca szefa Oddziału Śledczego GZI
- Anatol Fejgin płk – m.in.: zastępca szefa GZI
- Ignacy Krzemień płk – m.in.: szef Oddziału I GZI
- Jerzy Szerszeń płk – m.in.: szef Oddziału I GZI
- Czesław Kiszczak – szef Wydziału Informacji 18 Dywizji Piechoty w Ełku

## Struktury Informacji Wojskowej

### Organizacja centrali Zarządu Informacji NDWP i GZI WP
Powstały we wrześniu 1944 roku Zarząd Informacji Naczelnego Dowództwa Wojska Polskiego, zgodnie z ustawą o zarządzie Informacji Wojska Polskiego i jego organach Nr 60 z 30 września 1944 roku, składał się z:
- Kierownictwa – szef zarządu i dwóch zastępców
- Sekretariatu
- Oddziału I – praca agenturalno-operacyjna w organach Zarządu Sztabu Głównego Wojska Polskiego
- Oddział II – walka z agenturą przeciwnika i poszukiwanie jej, przesłuchiwanie jeńców wojennych będących przedmiotem zainteresowania organów informacji.
- Oddział III – kierowanie pracą podległych organów informacji (front, armia, korpus i okręgi wojskowe).
- Oddział IV – śledczy
- Oddział V – rewizje, aresztowania, ustanowienie, zewnętrzna obserwacja.
- Oddział VI – personalny dobór i przygotowanie kadr oraz formowanie nowych organów informacji.
- Oddział VII – ewidencja i statystyka operacyjna.
- Oddział VIII – szyfry i łączność.
- Administracyjno-gospodarczo-finansowe i materialno-gospodarcze zabezpieczenie zarządu.
- Komendantura.

W jednostkach zostały zorganizowane następujące organy informacji
1. Zarząd Informacji Frontu.
2. Wydziały Informacji armii, okręgów, korpusów, dywizji, brygad i pułków zapasowych.

### Organizacja organów terenowych GZI
W terenie przy każdym z Okręgów Wojskowych istniał Okręgowy Zarząd Informacji, przy dywizjach, garnizonach i Wojskach Ochrony Pogranicza istniały Wydziały lub Sekcje Informacji.

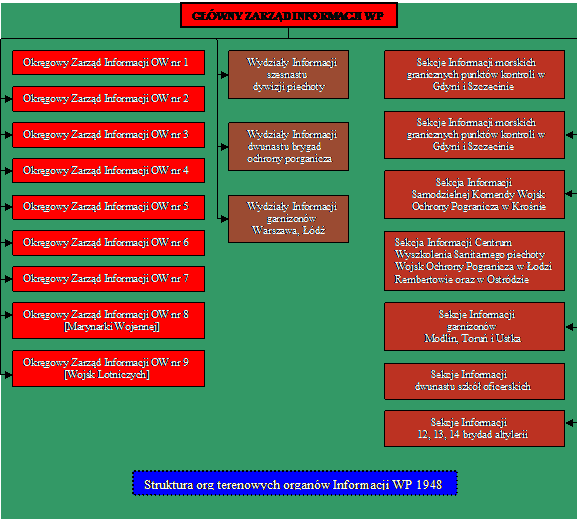
Jednostki terenowe Informacji Wojskowej na 31 grudnia 1948 roku

Na koniec 1948 roku struktura wyglądała następująco:
- Okręgowy Zarząd Informacji OW nr I Warszawa
- Okręgowy Zarząd Informacji OW nr II Bydgoszcz
- Okręgowy Zarząd Informacji OW nr III Poznań
- Okręgowy Zarząd Informacji OW nr IV Wrocław
- Okręgowy Zarząd Informacji OW nr V Kraków
- Okręgowy Zarząd Informacji OW nr VI Łódź
- Okręgowy Zarząd Informacji OW nr VII Lublin
- Okręgowy Zarząd Informacji OW nr VIII Gdynia (Marynarki Wojennej)
- Okręgowy Zarząd Informacji OW nr IX Poznań (Wojska Lotnicze)
- Wydziały Informacji 16 dywizji piechoty
- Wydziały Informacji dwunastu brygad Wojska Ochrony Pogranicza
- Wydziały Informacji garnizonów – Warszawa, Łódź
- Sekcje Informacji morskich granicznych punktów kontroli w Gdyni i Szczecinie
- Sekcja Informacji Samodzielnej Komendy Wojsk Ochrony Pogranicza w Krośnie
- Sekcje Informacji Centrum Wyszkolenia: Sanitarnego, Piechoty, WOP, w Łodzi, Rembertowie i Ostródzie
- Sekcje Informacji Garnizonów: Modlin, Toruń, Ustka
- Sekcje Informacji 12 Szkół Oficerskich
- Sekcje Informacji 12, 13, 14 brygad artylerii

### Struktura organizacyjna GZI MON po reorganizacji w 1952 roku
- Zarząd I – Kontrwywiad, zabezpieczenie (osłona) Sztabu Generalnego WP, MON
- Zarząd II – Kontrwywiad, ochrona jednostek wojskowych SZ PRL
- Zarząd III – Kontrola, instruktaż w jednostkach podległych GZI MON
- Zarząd IV – Śledczy
- Oddział V – Obserwacja
- Samodzielny Wydział VI – Kadry
- Oddział VII – Biuro Studiów
- Oddział VIII – Administracyjno-zaopatrzeniowy
- Oddział IX – Sprawy polityczne i specjalne
- Oddział X – Stacjonujący oficerowie radzieccy
- Oddział XI – Kontrola prasy
- Oddział XII – Kontrwywiadowcze zabezpieczenie Powszechnej Org. „Służba Polsce”

### Szkolnictwo Informacji Wojskowej
Szkoły oficerskie Informacji Wojskowej: 
- Szkoła Oficerów Informacji WP w Warszawie (od 31 lipca 1945)
- Szkoła Oficerów Informacji WP w Wesołej (od 28 czerwca 1947)
- Oficerska Szkoła Informacji w Wesołej (od 30 stycznia 1948)
- Oficerska Szkoła Informacji w Mińsku Mazowieckim (od 9 września 1955)
- Kurs Doskonalenia Oficerów Informacji w Mińsku Mazowieckim (2 grudnia 1955 – 19 lutego 1957)

## Zarząd / Oddział III GZI WP
Oddział III GZI WP miał specjalne znaczenie w strukturze Informacji Wojskowej, kierował on terenowymi organami Informacji.
Kontrolował i instruował organa informacji WP w zakresie pracy agenturalnej oraz prowadzenia ważniejszych rozpracowań operacyjnych. Sprawdzał stopień wykonania rozkazów i zarządzeń Ministra ON i Szefa GZI. Koordynował współpracę terenowych organów Informacji Wojskowej z organami bezpieczeństwa publicznego, w województwach itd. Poszukiwał także autorów anonimów oraz ulotek i napisów itp. Od lutego 1948 roku do listopada 1949 roku, szefem Oddziału III GZI WP był Jerzy Fonkowicz, który przed objęciem tej funkcji był szefem Okręgowego Zarządu Informacji Nr 1 (Warszawskiego Okręgu Wojskowego), wówczas Okręg Wojskowy nr 1. Dokładnie Zadania Ogólne Oddziału III GZI WP przedstawiały się następująco:
1. przeprowadzanie kontroli i instruktaży operacyjnych w Okręgowych Zarządach Informacji oraz w podległych im Wydziałach i Sekcjach Informacji;
2. kontrola i instruktaż podległych organów informacji WP w zakresie ich pracy wewnętrznej;
3. analiza okresowych sprawozdań operacyjnych Okręgowych Zarządów Informacji WP i udzielenie im na tej podstawie wskazówek pisemnych;
4. kontrolowanie planowania operacyjnego Okręgowych ZI WP;
5. opracowywanie na potrzeby kierownictwa GZI WP elementów oceny pracy operacyjnej i organizacyjnej podległych organów na podstawie dotychczas wymienionych podpunktów;
6. opracowywanie dyrektyw zarządzeń GZI WP dla podległych organów w zakresie pracy operacyjnej oraz organizacyjnej, oraz koordynowanie procesu tworzenia tych dyrektyw przez inne komórki GZI WP;
7. utrzymywanie kontaktów bezpośrednich z nadrzędnymi władzami wojskowymi w zakresie polityki kadrowej w WP (opiniowanie, powoływanie oficerów do wojska, lub na przeszkolenie specjalne.)
8. zbieranie i opracowywanie materiałów z terenów na specjalne zapotrzebowanie kierownictwa GZI WP

## Represje
Informacja wojskowa brała czynny udział obok bezpieki (Ministerstwa Bezpieczeństwa Publicznego) w walce z podziemiem. Od 1944 roku, kiedy rozpoczęły się aresztowania żołnierzy Armii Krajowej i nie tylko. Do 1957 roku Główny Zarząd Informacji Wojska Polskiego aresztował ok. 17 tys. osób cywilnych i wojskowych.
Po ucieczce pilotów – ppor. Franciszka Jaźwińskiego (3 marca 1953) oraz Jareckiego dwa miesiące później, postanowiono dokonać tzw. penetracji Wojska Polskiego, zwłaszcza wojsk lotniczych i obrony przeciwlotniczej, za pomocą agentury z Ministerstwa Bezpieczeństwa Publicznego i GZI.
1 czerwca 1953 roku Szef GZI MON wydał następujący rozkaz:

Szczególną uwagę należy zwrócić na rozpoznanie oblicza moralno-politycznego pilotów posiadających rodzinę lub krewnych w krajach kapitalistycznych, przejawiających negatywne nastroje, utrzymujących podejrzane kontakty i mających nieskrystalizowane poglądy polityczne.
Zacieśnić współpracę z miejscowymi organami bezpieczeństwa publicznego w celu zorganizowania pracy agenturalno-operacyjnej w otoczeniu. Więcej wysiłków włożyć we wszechstronne rozpoznanie podchorążych oficerskich szkół lotniczych.

Jeszcze przed zakończeniem działań wojennych oprócz policyjnej roli, jaką odgrywała Informacja WP w końcowym kwartale 1944 roku, pole działania organów kontrwywiadu wojskowego rozszerzono o Armię Krajową, która począwszy od października 1944 roku we wszystkich dokumentach sprawozdawczych określana była jako organizacja wroga. Obarczano ją odpowiedzialnością za wszystkie negatywne zjawiska występujące w wojsku, w tym za dezercję.
Te działania przybrały szerokie znaczenie po dezercji 31 pp i fiasku koncepcji formowania 3 Armii Wojska Polskiego. Po posiedzeniu Biura Politycznego z 22 października 1944 roku postanowiono przebudować Wydział Informacyjny w wojsku rozszerzając zakres jego pracy oraz postawiono Informacji WP konkretne zadania, m.in. przeprowadzić gruntowną czystkę w wojsku z elementów reakcyjnych, przede wszystkim w : Sztabie Formowania, Sztabie Głównym, Sztabie Zaopatrzenia, RKU (Rejonowa Komenda Uzupełnień), szkołach wojskowych.
Zdecydowano również:

(...) obsadzić decydujące placówki pewnymi ludźmi, nie stosując ryczałtowo negatywnego stosunku do wszystkich dawnych oficerów polskich, wzmóc czujność w stosunku do nich. Internować wszystkich oficerów Armii Krajowej i Narodowych Sił Zbrojnych, oddziaływających szkodliwie na stan polityczny i zdolność bojową wojska.

Na tym posiedzeniu zdecydowano również o konieczności utworzenia Szkoły Oficerów Informacyjnych
Informacja wojskowa wykonując zadania internowała w pierwszych dniach listopada 1944 roku, 439 spośród 1181 byłych członków Armii Krajowej, ujawnionych do 28 października w jednostkach Wojska Polskiego. Wśród nich było 183 oficerów, 185 podoficerów i 71 szeregowych. Znamienne, iż według danych z 28 października jako aktywnych charakteryzowano zaledwie 166 byłych członków AK. Pozostałych 1015 nie przejawiało, zdaniem organów Informacji WP, żadnej działalności. Internowanych skierowano do I Specjalnego Obozów Tyłów Zarządu Informacji WP w Skrobowie koło Lubartowa.
W listopadzie 1944 roku organy Informacji WP aresztowały 144 osoby (25 oficerów, 112 podoficerów i szeregowców, 7 osób cywilnych).
Podział aresztowanych według kategorii przestępstw wyglądał następująco: 2 osoby za szpiegostwo, 1 spadochroniarz, 2 za terroryzm, 32 za zdradę, 5 za dezercję, 75 za inne przestępstwa, 11 członków Armii Krajowej, którzy prowadzili aktywną działalność przeciwko Polskiemu Komitetowi Wyzwolenia Narodowego i Wojsku Polskiemu.
Zdecydowanie antyakowskie nastawienie organów Informacji ludowego WP było widoczne do późnej jesieni 1945 roku. W maju wśród aresztowanych przez organy kontrwywiadu wojskowego WP 225 osób znajdowało się 10 szpiegów, 18 zdrajców, 29 dezerterów, 25 osób zatrzymanych za wrogą agitację, 130 akowców oraz 13 innych osób. W lipcu spośród 144 zatrzymanych 60 podejrzewano o aktywny udział w AK. W sierpniu aresztowano 34 aktywnych członków Armii Krajowej, we wrześniu już tylko 12. Od października obserwuje się coraz mniej zatrzymań pod zarzutem aktywnego udziału w AK. Wśród 141 osób aresztowanych w listopadzie wymienia się: 16 szpiegów, 8 terrorystów, 18 zdrajców, 20 akowców, 34 terrorystów, 24 osoby aresztowane za wrogą propagandę i 21 za inne przestępstwa.

### TUN
Jedną z najbardziej znanych spraw wiążącą się z Informacją Wojska Polskiego i przez nią prowadzoną była tzw. sprawa TUN, czyli proces generała Stanisława Tatara i pułkowników Mariana Utnika i Stanisława Nowickiego. Oskarżeni tworzyli wcześniej Komitet Trzech Funduszu Obrony Narodowej.
| Lp. | Stopień    | Imię i nazwisko       | Nr sprawy | Data aresztowania | Data wydania wyroku | Orzeczona kara                  |
| --- | ---------- | --------------------- | --------- | ----------------- | ------------------- | ------------------------------- |
| 1   | ppłk       | Józef Willoch         | SN 1/52   | 4 V 1951          | 23 II 1952          | 10 lat więzienia                |
| 2   | st. bosm.  | Mieczysław Skibiński  | SN 2/52   | 26 VII 1951       | Styczeń 1952        | kara śmierci                    |
| 3   | ppłk       | Józef Marcinkiewicz   | SN 2/52   | 13 V 1951         | 23 II 1952          | 12 lat więzienia                |
| 4   | ppłk       | Tadeusz Ziemiński     | SN 3/52   | 13 V 1950         | 23 II 1952          | 10 lat więzienia                |
| 5   | płk        | Maksymilian Chojecki  | SN 6/52   | 3 XI 1949         | 14 VI 1952          | kara śmierci                    |
| 6   | płk        | Stanisław Wecki       | SN 7/52   | 12 VIII 1950      | 30 V 1952           | 13 lat więzienia                |
| 7   | płk        | Romuald Sidorski      | SN 8/52   | 3 X 1950          | 29 V 1952           | 12 lat więzienia                |
| 8   | ppłk       | Jerzy Jurowski        | SN 9/52   | 13 V 1950         | 30 VI 1952          | 15 lat więzienia                |
| 9   | gen. bryg. | Józef Kuropieska      | SN 10/51  | 13 V 1950         | 25 VI 1952          | kara śmierci                    |
| 10  | ppłk       | Aleksander Kowalski   | SN 11/52  | 17 IV 1951        | 8 VII 1952          | 15 lat więzienia                |
| 11  | mjr        | Zenon Tarasiewicz     | SN 12/52  | 13 V 1950         | 8 VII 1952          | 13 lat więzienia                |
| 12  | płk        | Władysław Zaczkiewicz | SN 13/52  | 18 4 1951         | 9 VII 1952          | 15 lat więzienia                |
| 13  | płk        | Mieczysław Oborski    | SN 16/52  | 21 V 1952         | 14 VIII 1952        | kara śmierci                    |
| 14  | por.       | Zdzisław Ficek        | ?         | 28 IX 1951        | 9 VIII 1952         | kara śmierci                    |
| 15  | ppłk       | Józef Bochenek        | SN 17/52  | 21 V 1951         | 14 VIII 1952        | kara śmierci                    |
| 16  | mjr rez.   | Władysław Jachniak    | SN 18/52  | 16 V 1952         | 1 IX 1952           | 15 lat więzienia                |
| 17  | płk        | Czesław Naruszewicz   | SN 19/52  | 26 V 1952         | 3 IX 1952           | 15 lat więzienia                |
| 18  | ob.        | Stefan Cichoń         | SN 22/52  | ?                 | 24 XI 1952          | 15 lat więzienia                |
| 19  | st. bosm.  | Czesław Domagała      | ?         | 21 VIII 1952      | 8 X 1952            | 10 lat więzienia                |
| 20  | mjr        | Michał Wojtowicz      | SN 23/52  | 23 V 1951         | 24 XI 1952          | dożywotnie pozbawienie wolności |

### Spisek komandorów
W 1950 Główny Zarząd Informacji rozpoczął w Marynarce Wojennej nową falę aresztowań. 21 lipca 1952 Najwyższy Sąd Wojskowy w Warszawie wydał wyrok w sprawie „zorganizowania spisku w wojsku”, czyli tzw. „spisku komandorów”. Po miesiącach tortur pod fałszywym zarzutem działalności szpiegowskiej siedmiu wysokich oficerów Marynarki Wojennej skazano na karę śmierci lub dożywotnie więzienie, pomimo wycofania w procesie wymuszonych siłą zeznań. W końcu 1952 w więzieniu na warszawskim Mokotowie rozstrzelani zostali:
- kmdr Stanisław Mieszkowski (16 grudnia)
- kmdr por. Zbigniew Przybyszewski (16 grudnia)
- kmdr Jerzy Staniewicz (12 grudnia)

Pozostali komandorzy zostali skazani:
- kmdr por. Robert Kasperski – kara śmierci, zamieniona na dożywotnie więzienie
- kmdr por. Kazimierz Kraszewski – dożywotnie więzienie
- kmdr por. Wacław Krzywiec – dożywotnie więzienie, zmarł 12.03.1956 r. na skutek tortur, zaledwie miesiąc po warunkowym zwolnieniu
- kmdr Marian Wojcieszek – kara śmierci, zamieniona na dożywotnie więzienie

Decyzją Naczelnego Sądu Wojskowego z 24 kwietnia 1956 postępowanie karne zostało wznowione i po ponownym rozpatrzeniu sprawy uchylono wyrok z 1952, stwierdzając całkowitą niewinność wszystkich skazanych.

## Straceni w Głównym Zarządzie Informacji
Mazowsze:
- Kazimiera Mielczarek (1923–1946), aresztowana na początku lipca 1946 r. 31 lipca 1946 r. wyrokiem WSO w Warszawie skazana na karę śmierci. Wyrok wykonano 27 sierpnia 1946 r. w siedzibie GZI w Warszawie.

- Barbara Niemczuk (1922–1946), aresztowana na początku lipca 1946 r. 31 lipca 1946 r. wyrokiem WSO w Warszawie skazana na karę śmierci. Wyrok wykonano 27 sierpnia 1946 r. w siedzibie GZI w Warszawie.

- Józef Stypuła (? – 1947?), wyrokiem sądu KBW skazany na karę śmierci.

## Osobowe źródła informacji GZI
Nowo utworzone organy kontrwywiadu wojskowego w Wojsku Polskim z braku doświadczonej kadry oficerskiej i cywilnej musiały zostać wsparte oficerami służb specjalnych ZSRR: NKWD, NKGB, i kontrwywiadu wojskowego Smiersz.
Szczególne wyzwanie dla organu Informacji WP przyniosła ogłoszona przez PKWN powszechna mobilizacja. Zgodnie z jej założeniami do szeregów Wojska Polskiego mogły wstąpić liczne oddziały AK-owców i innych członków organizacji polityczno-wojskowych związanych z Londynem. Kontrwywiad wojskowy miał za zadanie rozpracować te grupy, ustalić powiązania między nimi oraz wykonać wiele innych przedsięwzięć natury operacyjnej i organizacyjnej. Należało się zająć przedwojenną kadrą zawodową zgłaszającą się do służby czynnej po pobycie w oflagach. Aby rozpoznać i następnie rozpracować owe organizacje i grupy, potrzebna była liczna i prężnie działająca rzesza agentów, informatorów i w wielu przypadkach prowokatorów, którą Informacja wojskowa utworzyła w bardzo szybkim czasie. Było to głównie zasługą oficerów radzieckich.
Tylko w 1 Armii WP sieć agenturalna liczyła 3220 osób, w tym 74 agentów, 389 rezydentów i 2757 informatorów. Według sprawozdania z pracy operacyjnej Oddziału Informacji 1 Armii Wojska Polskiego za listopad 1944 roku, tylko w tym miesiącu zwerbowano do współpracy z 371 ludzi, z tego 85 żołnierzy Armii Krajowej i 12 z Armii Ludowej. Zapewne taką samą agenturą dysponował Wydział Informacji 2 Armii Wojska Polskiego.

## W opinii historyków
Informacja Wojskowa, czyli kontrwywiad wojskowy tak naprawdę, czyli UB do kwadratu. (...) Ludzie, którzy przeszli przez więzienia UB (a byli tacy) i więzienia Informacji, modlili się, żeby trafić do UB, mimo że tam był osławiony pułkownik Różański, bo wszystko było lepsze niż Informacja Wojskowa. Tam naprawdę siedzieli sadyści przez duże „S” i mordercy przez wielkie „M”. Było się czego bać.